# Limba niue
Limba niue este o limbă vorbită în insula Niue, fosta colonie britanică care guvernează singură în Oceania.

## Legături externe
- Learn to speak Niue - Vagahau Niue - the Niuean Language. www.learnniue.com is a teaching resource for everyone one wishes to learn the Niuean Language. www.learnniue.com incorporates graded units and online audio. www.learniue.com is a New Zealand Ministry of Pacific Island Affairs project.
- Niuean Basic Vocabulary List
- Daily Learning of the Niue Language
- Support Proposal for Wikipedia in Niuean Language

1. 1 2  Language